# Nathan Parsons
Nathan Parsons é o nome artístico do ator Nathan Dean Parsons (Adelaide, Australia, 16 de junho de 1988), mais conhecido pelo seu trabalho em General Hospital com o personagem Ethan Lovett.

## Biografia
Nathan Parsons nasceu na cidade de Adelaide, localizada na Austrália do Sul, mas foi criado no Colorado e Texas. Mudou-se para a cidade de Los Angeles para estudar na Universidade do Sul da Califórnia depois de ser aceito em bacharelado no curso de atuação Belas Artes. Ele também é membro do Crescimento Kat Dance Theatre, uma companhia de dança sem fins lucrativos com sede na cidade de Santa Mônica, localizada na Califórnia. Em seu tempo livre, Nathan gosta de dança, escalada, caminhadas, lacrosse, futebol, ioga, e mergulho.

## Carreira
Nathan Parsons começou como ator ainda criança, fez o trabalho de dublagem japonesa para o anime da produtora ADV Films, incluindo o papel  principal de Jean Roque- Raltique em Nadia: The Secret of Blue Water e participações em Soul Hunter, Devil Lady e Jing: King of Bandits. Nathan já havia aparecido nos filmes Teeth (2007)[carece de fontes?] e  The Brotherhood V (2009) mas se destacou principalmente por seus trabalhos como ator em General Hospital, Bunheads, The Originals e True Blood.
Entre 2014 e 2016, interpretou o lobisomem alfa Jackson Kenner, fazendo parte do elenco recorrente da famosa série de televisão estadunidense "The Originals", da The CW, durante as três primeiras temporadas: Temporada 1, Temporada 2 e também da Temporada 3. Nesse projeto, acabou fazendo par romântico com uma das protagonistas, a personagem Hayley Marshall (interpretada por Phoebe Tonkin).
Em 2019, passa a integrar o elenco regular da série de televisão "Roswell New Mexico".

## Filmografia[11]

### Televisão
| Ano  | Título                                     | Personagem           | Notas |  |
| ---- | ------------------------------------------ | -------------------- | ----- |  |
| 1991 | Nadia: The Secret of Blue Water            | Jean (dublagem)      |       |  |
| 1998 | Devilman Lady                              | Kid (dublação)       |       |  |
| 2002 | Ô dorobô Jing                              | Angostura (dublação) |       |  |
| 2007 | Teeth                                      | Soda Spritzer        |       |  |
| 2009 | The Brotherhood V: Alumni                  | Holden               |       |  |
| 2011 | The Roommate                               | Coffee Shop Cashier  |       |  |
| 2013 | The Nightmare Nanny                        | Jake                 | TV    |  |
| 2013 | #twitterkills                              | Justin Tyme          | curta |  |
| 2020 | I Still Believe-Enquanto Estivermos Juntos | Jean-Luc Lajoie      | Longa |  |

| Ano         | Título                          | Personagem          | Notas                                                                                 |
| ----------- | ------------------------------- | ------------------- | ------------------------------------------------------------------------------------- |
| 1990–91     | Nadia: The Secret of Blue Water | Jean (dublagem)     | 39 episódios                                                                          |
| 2009–13     | General Hospital                | Ethan Lovett        | Regular na série: Janeiro 30, 2009 – Março 7, 2012 Convidado: Abril 2 – Abril 3, 2013 |
| 2011        | State of Georgia                | Doug                | Episódio: "Know When to Fold 'em"                                                     |
| 2012–13     | Bunheads                        | Godot               | 7 episódios                                                                           |
| 2014        | Complete Works                  | Fantasy Shakespeare | Episódio: "The Green-Eyed Monster"                                                    |
| 2014 - 2016 | The Originals                   | Jackson Kenner      | Elenco recorrente: Temporada 1; Temporada 2 e Temporada 3;                            |
| 2014        | True Blood                      | James Kent          | Elenco regular                                                                        |
| 2018        | Once Upon A Time                | Jack/João           | Recorrente (8 episódios)                                                              |
| 2019-22     | Roswell New Mexico              | Max Evans           | Elenco regular                                                                        |

## Prêmios[12]
| Ano  | Academia            | Categoria                                   | Trabalho         | Resultado |
| ---- | ------------------- | ------------------------------------------- | ---------------- | --------- |
| 2012 | Daytime Emmy Awards | Outstanding Younger Actor in a Drama Series | General Hospital | Indicado  |